# Epiechinus tuberculisternus
Epiechinus tuberculisternus är en skalbaggsart som först beskrevs av Lewis 1885.  Epiechinus tuberculisternus ingår i släktet Epiechinus och familjen stumpbaggar. Inga underarter finns listade i Catalogue of Life.